# Dendromyza puberula
Dendromyza puberula är en tvåhjärtbladig växtart som beskrevs av Hans Ulrich Stauffer. Dendromyza puberula ingår i släktet Dendromyza och familjen Amphorogynaceae. Inga underarter finns listade i Catalogue of Life.